# Andrea Ferrucci
Andrea Ferrucci (født 1465 i Fiesole, død 1526 i Firenze) var en italiensk billedhugger og arkitekt.
Han tilhørte en vidtforgrenet billedhuggerfamilie og var vist elev af fætteren Francesco di Simone Ferrucci. Han arbejdede i sin ungdom og også senere i Napoli, men virkede ellers mest i Toscana; på sine ældre dage udførte han også værker for Ungarn (blandt andet marmoralter, nu til dels ødelagt, i Grans domkirke). Fra 1508 var han knyttet til domkirken i Firenze og indtog senere her en ledende stilling som capomaestro for billedhuggerne; han skabte her blandt andet Marsilio Ficinos gravmæle, virkede også med ved opførelsen af San Lorenzos facade og Medici-kapellet (ny sakristi) og gav udkast til et ejendommeligt gravmæle for A. Strozzi i Santa Maria Novella. Til hans ejendommeligste arbejder hører reliefudsmykningen af døbefonten i Pistoias domkirkes baptisterium (c. 1497-99). Ferrucci var et udpræget dekorativt talent, der særlig ved opbygningen af sine altere i triumfbueform skabte noget nyt.